# Johannes Maria Kneip
Johannes Maria Kneip (* 1995) ist ein deutscher Koch.

## Werdegang
Kneip absolvierte seine Ausbildung ab 2014 im Söl'ring Hof bei Johannes King auf Sylt (zwei Michelinsterne), gleichzeitig mit Joshua Leise, mit dem er befreundet ist. 2017 wechselte er zum Restaurant Facil bei Joachim Gerner in Berlin (zwei Michelinsterne).
Im September 2018 wurde er mit 23 Jahren Küchenchef im Restaurant Mural in München, gemeinsam mit Joshua Leise. 2020 wurde das Mural mit einem Michelinstern ausgezeichnet. Im März 2021 wechselte er als Küchenchef zum Restaurant Sparkling Bistro in München (ein Michelinstern), wo er die Rolle des Küchenchefs mit Inhaber Jürgen Wolfsgruber teilte.
Im Oktober 2023 übernahm er das Restaurant Schlemmereule in Trier.

## Auszeichnungen
- 2020: Ein Michelinstern für das Restaurant Mural in München
- 2020: Young Chef Award, Guide Michelin[2]
- 2022: Ein Michelinstern für das Restaurant Sparkling Bistro in München